# Boulevard Raspail
Boulevard Raspail é um boulevard de Paris, França.